# Amtsgericht Lauf an der Pegnitz
Das Amtsgericht Lauf an der Pegnitz war ein von 1879 bis 1973 bestehendes bayerisches Gericht der ordentlichen Gerichtsbarkeit mit Sitz in der Stadt Lauf an der Pegnitz.

## Geschichte
Im Jahre 1808 wurde im Verlauf der Verwaltungsneugliederung Bayerns das Landgericht Lauf errichtet. Anlässlich der Einführung des Gerichtsverfassungsgesetzes am 1. Oktober 1879 kam es zur Errichtung eines Amtsgerichts in Lauf an der Pegnitz, dessen Sprengel aus dem Bezirk des gleichzeitig aufgehobenen Landgerichts Lauf gebildet wurde. Im Jahre 1973 wurde es aufgehoben und dem Amtsgericht Hersbruck zugeordnet.